# Torneio de xadrez de Carlsbad de 1923
O Torneio de xadrez de Carlsbad de 1923 foi o terceiro torneio internacional de xadrez realizado na cidade de Carlsbad, parte da atual República Tcheca. Dezoito participantes competiram, sob a direção de Viktor Tietz, no Helenenhof Imperial Hotel entre 27 de abril e 22 de maio.Alekhine, Bogoljubow e Maroczy dividiram o primeiro lugar após a última rodada.

## Tabela de resultados[2][3]
| #     | Jogador             | 1 | 2 | 3 | 4 | 5 | 6 | 7 | 8 | 9 | 10 | 11 | 12 | 13 | 14 | 15 | 16 | 17 | 18 | Total |
| ----- | ------------------- | - | - | - | - | - | - | - | - | - | -- | -- | -- | -- | -- | -- | -- | -- | -- | ----- |
| 1-3   | Alexander Alekhine  | x | 1 | 1 | ½ | 1 | ½ | 0 | 0 | ½ | ½  | 1  | 1  | 1  | 1  | ½  | 1  | 0  | 1  | 11.5  |
| 1-3   | Efim Bogoljubow     | 0 | x | ½ | 0 | ½ | 1 | 1 | ½ | ½ | 1  | 1  | 1  | 0  | ½  | 1  | 1  | 1  | 1  | 11.5  |
| 1-3   | Géza Maróczy        | 0 | ½ | x | ½ | 1 | ½ | ½ | 1 | ½ | ½  | ½  | ½  | ½  | 1  | 1  | 1  | 1  | 1  | 11.5  |
| 4-5   | Richard Réti        | ½ | 1 | ½ | x | ½ | ½ | ½ | 1 | 1 | 1  | ½  | 1  | 1  | 0  | ½  | 1  | 0  | 0  | 10.5  |
| 4-5   | Ernst Grünfeld      | 0 | ½ | 0 | ½ | x | 1 | 1 | ½ | ½ | 1  | ½  | ½  | 1  | ½  | ½  | ½  | 1  | 1  | 10.5  |
| 6-7   | Aron Nimzowitsch    | ½ | 0 | ½ | ½ | 0 | x | 0 | 1 | ½ | 1  | 1  | 1  | 1  | 1  | 1  | 0  | 1  | 0  | 10.0  |
| 6-7   | Karel Treybal       | 1 | 0 | ½ | ½ | 0 | 1 | x | 0 | ½ | ½  | ½  | ½  | 1  | ½  | ½  | 1  | 1  | 1  | 10.0  |
| 8     | Frederick Yates     | 1 | ½ | 0 | 0 | ½ | 0 | 1 | x | ½ | ½  | 1  | ½  | 0  | 1  | 1  | ½  | 1  | ½  | 9.5   |
| 9     | Richard Teichmann   | ½ | ½ | ½ | 0 | ½ | ½ | ½ | ½ | x | ½  | 0  | ½  | ½  | ½  | ½  | 1  | 1  | 1  | 9.0   |
| 10    | Savielly Tartakower | ½ | 0 | ½ | 0 | 0 | 0 | ½ | ½ | ½ | x  | ½  | ½  | ½  | ½  | 1  | 1  | 1  | 1  | 8.5   |
| 11    | Siegbert Tarrasch   | 0 | 0 | ½ | ½ | ½ | 0 | ½ | 0 | 1 | ½  | x  | 0  | 1  | 1  | ½  | 1  | 0  | 1  | 8.0   |
| 12    | Akiba Rubinstein    | 0 | 0 | ½ | 0 | ½ | 0 | ½ | ½ | ½ | ½  | 1  | x  | 0  | 0  | 1  | 1  | 1  | ½  | 7.5   |
| 13    | Jacob Bernstein     | 0 | 1 | ½ | 0 | 0 | 0 | 0 | 1 | ½ | ½  | 0  | 1  | x  | ½  | 0  | 1  | 0  | 1  | 7.0   |
| 14    | Heinrich Wolf       | 0 | ½ | 0 | 1 | ½ | 0 | ½ | 0 | ½ | ½  | 0  | 1  | ½  | x  | 0  | ½  | 1  | 0  | 6.5   |
| 15    | Friedrich Sämisch   | ½ | 0 | 0 | ½ | ½ | 0 | ½ | 0 | ½ | 0  | ½  | 0  | 1  | 1  | x  | 0  | 0  | 1  | 6.0   |
| 16    | George Alan Thomas  | 0 | 0 | 0 | 0 | ½ | 1 | 0 | ½ | 0 | 0  | 0  | 0  | 0  | ½  | 1  | x  | 1  | 1  | 5.5   |
| 17-18 | Rudolf Spielmann    | 1 | 0 | 0 | 1 | 0 | 0 | 0 | 0 | 0 | 0  | 1  | 0  | 1  | 0  | 1  | 0  | x  | 0  | 5.0   |
| 17-18 | Oscar Chajes        | 0 | 0 | 0 | 1 | 0 | 1 | 0 | ½ | 0 | 0  | 0  | ½  | 0  | 1  | 0  | 0  | 1  | x  | 5.0   |